# إليزابيث فورستر نيتشه
تيريز إليزابيث ألكسندرا فورستر نيتشه (بالألمانية:Therese Elisabeth Alexandra Förster-Nietzsche) (10 يوليو 1846 - 8 نوفمبر 1935) كانت شقيقة الفيلسوف فريدريك نيتشه ومنشئة أرشيف نيتشه [الإنجليزية] في عام 1894.
كانت فورستر نيتشه أصغر من شقيقها بسنتين. كان والدهم قسًا لوثريًا في قرية روكن باي لوتزن الألمانية. كان الطفلان قريبين من بعضهما البعض خلال طفولتهما وسنوات شبابهما المبكرة, ومع ذلك, انفصلا في عام 1885, عندما تزوج فورستر-نيتشه من برنهارد فورستر, وهو مدرس سابق في المدرسة الثانوية أصبح قوميًا ألمانيًا بارزًا ومعادًا للسامية, ولم يحضر نيتشه حفل زفافهما.
أنشأت فورستر-نيتشه وزوجها مستعمرة غير ناجحة, نويفا جرمانيا [الإنجليزية], في باراجواي في عام 1887. انتحر زوجها في عام 1889. استمرت فورستر نيتشه في إدارة المستعمرة حتى عادت إلى ألمانيا في عام 1893 حيث وجدت شقيقها مريضًا وبدأت كتاباته المنشورة تُقرأ وتناقش في جميع أنحاء أوروبا. حضر أدولف هتلر جنازتها في عام 1935.
في الخمسينيات من القرن العشرين, ادعى محررو ومترجمو نيتشه الجدد مثل والتر كوفمان أن عمل نيتشه قد تم تحريره بواسطة فورستر-نيتشه لتسليط الضوء على الموضوعات العنصرية والتحسينية، لكن هذا الحساب كان موضوع نقاش في الدراسات الحديثة. هناك نظرية بديلة تبرئ فورستر-نيتشه وتضع تشويه أعمال نيتشه في أيدي النازيين أنفسهم.

## الحياة المبكرة

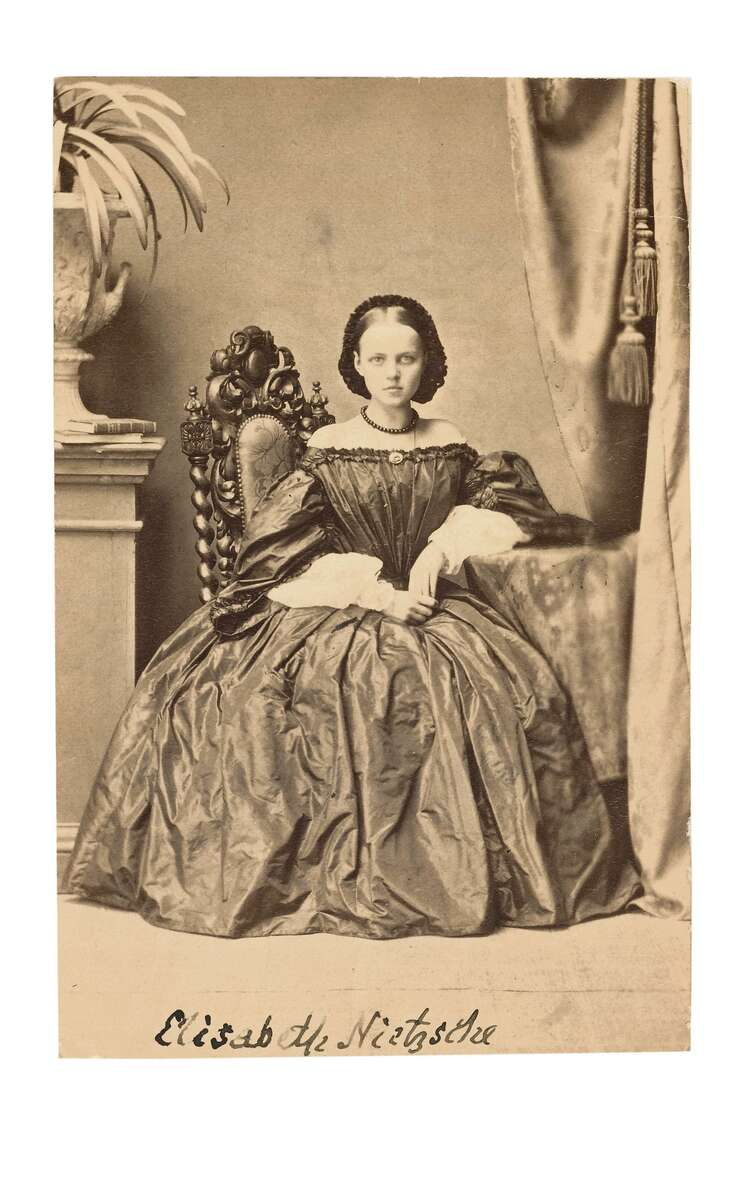
إليزابيث نيتشه

ولدت تيريز إليزابيث ألكسندرا نيتشه عام 1846 لوالديها كارل لودفيغ نيتشه وفرانزيسكا نيتشه (نيي أوهلر). تم تسميتها على اسم ثلاث أميرات عمل معهن كارل لودفيج نيتشه. كان كارل لودفيج قسًا لوثريًا في قرية Röcken bei Lützen الألمانية, كانت فرانزيسكا ريفية. توفي كارل لودفيج في عام 1849. لم يكن لدى فرانزيسكا أي آفاق وكان معاش زوجها غير كافٍ. اختارت الاعتماد على صدقة والدة كارل لودفيج، إردموث، والآفاق الأكثر تميزًا التي يمكن أن تفتحها للأطفال. عندما تتذكر حياتها المبكرة، تشير فورستر نيتشه إلى أنها ربما بكت كثيرًا.
فريدريش وفورستر-نيتشه كانا قريبين خلال طفولتهما وسنوات البلوغ المبكر. كان يطلق عليها لقب "لاما" طوال حياتهما لأنه شعر أن وصف الحيوان الذي يتحمل الأثقال، ويبصق اللعاب، والعنيد يناسبها جيدًا.

## الإنتماء إلى الحزب النازي
كانت الرواية الشائعة التي قدمها محررو ومترجمو نيتشه الجدد في الخمسينيات من القرن العشرين هي أنه في عام 1930، أصبحت فورستر نيتشه، القومية الألمانية والمعادية للسامية، من أنصار الحزب النازي, وكما ادعى تقليديًا، فقد قامت بتزوير عمل نيتشه لجعله أكثر ملاءمة للأيديولوجية النازية. هذا الحساب محل نزاع الآن من قبل الدراسات الحديثة، التي تزعم أن دافع إليزابيث في تحرير أعمال نيتشه بشكل انتقائي كان يهدف في المقام الأول إلى حماية شقيقها من النقد وتقديم نفسها على أنها قريبة منه.
عندما تولى هتلر السلطة في عام 1933، تلقى أرشيف نيتشه الدعم المالي والدعاية من الحكومة، وفي المقابل منحت فورستر نيتشه مكانة شقيقها الكبيرة للنظام. حضر جنازة فورستر نيتشه في عام 1935 هتلر والعديد من كبار المسؤولين الألمان. وعلى الرغم من هذه العلاقات الوثيقة، إلا أنها لم تصبح عضوًا في الحزب النازي أبدًا؛ بل انضمت إلى حزب الشعب الوطني الألماني في عام 1918.